# Плант, Роберт
Ро́берт Э́нтони Плант (англ. Robert Anthony Plant, 20 августа 1948, Уэст-Бромидж, Стаффордшир, Англия) — британский рок-вокалист, известный прежде всего участием в Led Zeppelin. После распада группы Плант начал успешную сольную карьеру, которая продолжается по сей день.

## Ранние годы
Роберт Энтони Плант родился и вырос в Хэльсоуне (районе Бирмингема, граничащего с сельской местностью Вустершира и Шропшира), учился в школе Короля Эдуарда Шестого (англ. King Edward's School) в Стоурбридже. Отец хотел, чтобы мальчик занялся бухгалтерским делом, но тот, рано увлекшись блюзом Роберта Джонсона и Сонни Боя Уильямсона, решил посвятить себя музыке. Знакомясь с бирмингемской музыкальной средой, он стал стремительно впитывать новые для себя влияния: джаз, соул, ритмы Вест-Индии. В числе любимых групп его юности были Love, Buffalo Springfield и Moby Grape.
Первое выступление Планта на сцене состоялось в стоурбриджском клубе Seven Stars Blues Club. К этому времени он пел в нескольких составах, включая и Crawling King Snakes: именно здесь он познакомился с Джоном Бонэмом. В 1966 году, выступая с группой Listen, Плант впервые привлёк к себе внимание представителей CBS Records, подписал с компанией контракт и даже записал для неё три сингла, впрочем, успеха не имевших.
Гораздо более перспективным для Планта мог бы оказаться переход в бирмингемский ансамбль Band of Joy. Состав последнего постоянно менялся, но наиболее интересным считается тот, в котором играли Джон Бонэм и гитарист Кевин Гаммонд (англ. Kevyn Gammond). Группа завоевала популярность не только в местных, но и в лондонских клубах, однако контракта получить не смогла и, оставив после себя лишь несколько демо-плёнок, распалась летом 1968 года.
Роберт некоторое время сотрудничал с блюзменом Алексисом Корнером, параллельно выступая с другой местной группой Obs-Tweedle (где играл Билл Бонэм, двоюродный брат Джона), но, вопреки всем стараниям, собственные перспективы считал безнадежными. «Помог» распад The Yardbirds, лондонской группы, ставшей знаменитой благодаря гитарному трио: Клэптон-Бек-Пейдж. Менеджер Питер Грант пригласил к участию в возрожденном составе басиста Криса Дрэя (англ. Chris Dreja), но тот вскоре ушёл, решив стать профессиональным фотографом, и Пэйдж, один из самых активных сейшн-музыкантов 60-х годов, без труда нашёл замену в лице Джона Пола Джонса, к тому времени уже опытного аранжировщика и инструменталиста, обладавшего ценной способностью играть и на басу, и на клавишных.
В поисках вокалиста Питер Грант и Джимми Пэйдж поначалу остановили свой выбор на Терри Риде, но тот, уже связанный контрактом (обязывавшим его в течение трех лет гастролировать «разогревщиком» при Rolling Stones), порекомендовал Роберта Планта. Выступление последнего в составе Obs-Tweedle на концерте в уолсоллском Образовательном колледже произвело на Гранта и Пейджа сильное впечатление. Более того, у гитариста с новым вокалистом тут же установились дружеские отношения. Плант в свою очередь предложил на место ударника Джона Бонэма и таким образом в скандинавское турне новый состав уже отправился под названием The New Yardbirds. Вскоре после его окончания группа превратилась в Led Zeppelin и 25 октября 1968 года дала свой первый концерт.
9 ноября 1968 года Роберт Плант женился на Морин Уилсон (англ. Maureen Wilson), с которой до этого два года поддерживал близкие отношения. Позже у них родились дочь Кармен Джейн (англ. Carmen Jane) и сын Карак (англ. Karac). Семья обосновалась на Дженнингс-Фарм, неподалёку от Киддерминстера.

## Годы вLed Zeppelin

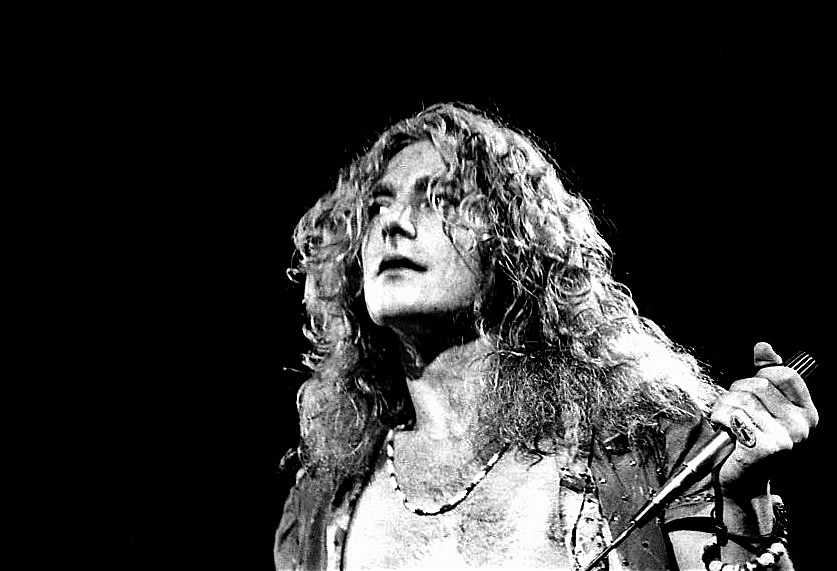
Плант во времена Led Zeppelin

Уже в альбоме Led Zeppelin I Плант заявил о себе как о выдающемся вокалисте; он тут же стал появляться на вершинах всевозможных списков опросов — как журналистских, так и «народных». Искусство Планта-вокалиста оказало влияние на целую плеяду выдающихся рок-исполнителей (об этом впоследствии говорили такие разные артисты, как Стивен Тайлер, Пол Стенли, Фредди Меркьюри, Джефф Бакли, Эксл Роуз).
В Led Zeppelin II впервые проявился талант Планта как автора песен: все[кто?] отметили его увлечение работами Дж. Р. Р. Толкина. «Ramble On» (равно как и более поздние «The Battle of Evermore» и Misty Mountain Hop) содержат мини-цитаты из «Властелина Колец». Впрочем, значительная часть ранних текстов Планта была блюзовой стилизацией, «упражнением» в рок-формализме: отказываясь от смысловой нагрузки, они словно бы искусственно открывали простор для прямого музыкального воздействия[неизвестный термин] («The Lemon Song», «Trampled Under Foot», «Black Dog»).
Именно Роберт Плант выбрал для работы над третьим альбомом валлийский коттедж Bron Yr Aur, где отдыхал в далеком детстве. Пластинка, с недоумением встреченная многими критиками, ожидавшими от группы утяжеления звука, была и остается одной из любимых для её вокалиста: он с самого начала считал, что LZ должны усложнять аранжировки, использовать больше акустики и отдалиться от лагеря хэви метал, к которому многие её приписали.
Авторской вершиной Планта считается[кем?] Led Zeppelin IV и «Stairway To Heaven» — композиция с загадочным текстом, насыщенным мистическими и экзистенциальными намеками и образами. (Другие[кто?] считают лучшими два других его текста: «Kashmir» и «Achilles Last Stand».) Вопреки сложившемуся в начале 1970-х годов мнению, что за всё мистическое в творчестве Led Zeppelin «отвечает» Джимми Пэйдж (которому приписывалось и увлечение чёрной магией), в действительности всё это — поэтические импровизации вокалиста группы. В текстах «No Quarter» и «Immigrant Song» Плант отдал дань своему увлечению скандинавским фольклором. К мистицизму в более широком смысле имеет отношение «The Rain Song» (где упоминаются языческие ритуалы).
Страсть к познанию экзотических музыкальных культур подсказала Планту начать исследование индийской музыки : впервые это проявилось в «Kashmir» позже — в совместном с Пэйджем альбоме No Quarter: Jimmy Page and Robert Plant Unledded (1994) и сольных альбомах (в частности, «Dreamland»).
На концертах Led Zeppelin Плант нередко пускался в импровизации, выдавая совершенно новые строки и даже четверостишия. Столь же необычным был его талант голосом копировать ходы гитариста («How Many More Times», «Dazed and Confused», «You Shook Me», «Nobody's Fault But Mine», «Sick Again»). При этом вокалист группы всегда вёл себя на сцене легко и непринужденно, вступая с аудиторией в шутливые беседы — такой стиль сценической клоунады вскоре стали называть «плантациями» («plantations»). Все это выглядело особенно необычно в сочетании с некоторой склонностью Роберта Планта к нарциссизму и имиджем «рок-божества» (каковым он и сам себя иногда иронически называл). В 1975 году Плант с балкона «Continental Hyatt House» в Лос-Анджелесе провозгласил: «Я — златокудрый Бог!» (этот эпизод позже отразил Камерон Кроу в своем фильме «Почти знаменит» («Almost Famous»)).

## ПослеLed Zeppelin
Сольная карьера Роберта Планта началась с альбома Pictures at Eleven (1982), в котором, стилистически продолжая цеппелиновские традиции, автор использовал нескольких выдающихся барабанщиков (Фил Коллинз, Бэрримор Барлоу, Кози Пауэлл, Ричи Хэйуорд). Сотрудничество с Коллинзом продолжилось и во втором альбоме The Principle of Moments, но стиль его здесь смягчился, примером чему могут служить «Big Log» и «In the Mood» (1984). В числе других известных вещей Планта того периода — «Little by Little» (1985), «Tall Cool One» (1988) и «I Believe» (1993), посвящение сыну Караку, умершему в 1977 году.
В 1984 году Плант (реализовав давнюю любовь к творчеству Элвиса) образовал The Honeydrippers, пригласив к участию Джимми Пэйджа и Джеффа Бека. Эта супергруппа распалась, выпустив два сингла: «Sea of Love» (#3) и «Rockin' at Midnight». В то время певец не включал в свой концертный репертуар вещи Led Zeppelin, не желая остаться в истории всего лишь «бывшим вокалистом».
Следующий альбом Shaken 'N' Stirred (1985) ознаменовал неожиданный для многих поворот к нововолновому звучанию, основными компонентами которого стали «декоративные» клавишные Джезза Вудроффа, гитарные вариации Робби Бланта и электронные ударные Хэйуорда. Результатом сотрудничества с автором песен и клавишником Филом Джонстоном явились три следующих альбома: Now and Zen, Manic Nirvana, Fate of Nations. Именно Джонстон уговорил Планта снова начать исполнять на сцене песни Led Zeppelin.
После того, как в 1993 году вышел его шестой студийный альбом «Fate of Nations», Плант вместе с бывшим гитаристом Led Zeppelin Джимми Пейджем создали проект Page and Plant для совместных записей и гастрольных туров. Классика «Led Zeppelin», записанная при участии арабских музыкантов, благодаря восточному колориту звучала бесподобно, и их первый альбом «No Quarter» занял четвертую строчку в «Billboard». На волне успеха Пейдж и Плант попытались продолжить сотрудничество, но результат в виде «Walking into Clarksdale» был недостаточно успешным, после чего Пэйдж и Плант прекратили сотрудничество.
В 2002 году с новым составом, который позднее был назван Strange Sensation, певец выпустил альбом Dreamland, составленный в основном из блюз- и фолк-кавер-версий и высоко оцененный критикой.
В следующем году на свет появилась ретроспективная компиляция «Sixty Six to Timbuktu», которая включала как его ранние сольные записи для CBS Records так и самую песню «Win My Train Fare Home (If I’m Lucky)».
Во втором альбоме Mighty Rearranger (2005), напротив, был использован только оригинальный материал. Dreamland и Mighty Rearranger получили в общей сложности 4 номинации «Грэмми».
В октябре 2006 года вышел DVD «Soundstage: Robert Plant and the Strange Sensation», за которым месяц спустя последовал сборник Nine Lives — полная антология его сольного творчества, а ещё год спустя Плант впервые за много лет вернулся на первое место в Billboard Top 200 с диском Raising Sand, записанным в дуэте с кантри-исполнительницей Элисон Краусс. Альбом разошёлся трёхмиллионным тиражом во всём мире; 700 тысяч было продано в Великобритании.
13 сентября 2010 года вышел сольный альбом Роберта Планта Band of Joy, записанный с группой того же названия. Альбом, записывавшийся в Нэшвилле при участии известных кантри-музыкантов, в частности, гитариста Бадди Миллера, который выступил здесь в качестве сопродюсера, получил высокие оценки критиков (85/100 в сводном рейтинге Metacritic).
8 сентября 2014 вышел новый сольный альбом Роберта Планта Lullaby and… The Ceaseless Roar.
13 октября 2017 вышел одиннадцатый альбом Планта «Carry Fire». Продюсером «Carry Fire» выступил сам музыкант. Это уже второй альбом Роберта, записанный вместе с группой Sensational Space Shifters (несмотря на то, что их имя на обложке не значится). В трек-лист вошло 11 песен, в записи одной из которых («Bluebirds Over The Mountain») приняла участие вокалистка The Pretenders Крисси Хайнд.

## Дополнительные факты
- Роберт Плант — почётный вице-президент футбольного клуба Вулверхэмптон Уондерерс[6], болельщиком которого стал 50 лет назад.

## Сольная дискография
- Pictures at Eleven (1982)
- The Principle of Moments (1983)
- The Honeydrippers: Volume One (1984) (с The Honeydrippers)
- Shaken ’n’ Stirred (1985)
- Now and Zen (1988)
- Manic Nirvana (1990)
- Fate of Nations (1993)
- Walking into Clarksdale (1998) (с Джимми Пейджем)
- Dreamland (2002)
- Mighty ReArranger (2005) (с The Strange Sensation)
- Nine Lives (2006) (сборник)
- Raising Sand (2007) (с Элисон Краусс — «Грэмми» в номинации «Альбом года» (2008))
- Band of Joy (2010)[4]
- Lullaby and the Ceaseless Roar (2014)
- Carry Fire (2017)
- Raise the Roof (2021) (с Элисон Краусс)